# Miyashiro
Pour les articles homonymes, voir Miyashiro (homonymie).
Miyashiro (宮代町, Miyashiro-machi) est un bourg du district de Minami-Saitama, situé dans la préfecture de Saitama, au Japon.

## Géographie

### Démographie
Au 1er novembre 2013, la population de Miyashiro s'élevait à 33 540 habitants répartis sur une superficie de 15,95 km2.

## Transports
Miyashiro est desservi par les lignes Tōbu Skytree, Isesaki et Nikkō. La gare de Tōbu-dōbutsu-kōen est la principale gare du bourg.